# Абдысагин, Рахат-Би Толегенулы
Рахат-Би Толегенулы Абдысагин (02.02.1999) — композитор и пианист, магистр искусствоведческих наук, Лауреат государственной премии «Дарын» (Республика Казахстан), обладатель Кубка Президента Республики Казахстан «Ең дарынды өнерпазға», награжден знаком «За заслуги в развитии культуры и искусства» Межпарламентской Ассамблеи СНГ. Победитель Национального проекта «100 новых лиц Казахстана» (2017). В СМИ его часто называют «казахским Моцартом».

## Биография
Рахат-Би Абдысагин в 10-летнем возрасте писал музыку, в 13 лет стал студентом. Отец — Кожамкулов Толеген Абдысагиевич, доктор физико-математических наук, профессор, академик АН. Мать — Гульмира Истайбековна Исимбаева (23 августа 1957; село Ушарал, Таласский район Жамбылской области, Казахская ССР, СССР) — казахстанский государственный деятель. Заместитель Председателя Мажилиса Парламента Республики Казахстан (с 2016)
Победитель ряда международных конкурсов, член Ассоциации лауреатов Международного конкурса им. П. И. Чайковского. С 14 лет — постоянный участник международных академий композиторов и исполнителей современной музыки Impuls (г. Грац). Стипендиат International Summer Academy 2015 в Австрии.
Музыка Рахат-Би Абдысагина регулярно звучит в известных концертных залах Европы и в ряде стран Азии и Америки. Ее исполняют известные солисты, камерные ансамбли и симфонические оркестры. Мировые премьеры его произведений состоялись в Праге, Париже, Лондоне, Вене, Граце, Мюрццушлаге, Берлине, Байройте, Франкфурте-на-Майне, Мюнстере, Детмольде, Сибиу, Лос-Анджелесе, Пекине, Сеуле, Анкаре, Стамбуле, Москве, Томске, Рогашке-Слатине, Бергамо, Аркейе, Аликанте, Теуладе-Морайре, Каире, Александрии, Аммане, Астане, Алматы. Выступает с сольными и авторскими концертами. Зарубежные критики назвали Рахат-Би «настоящим казахским чудом, виртуозным пианистом с необыкновенной силой в руках и амбициями в характере». Он удостоился чести играть на личном рояле П. И. Чайковского в его рабочем кабинете в г. Клине, Россия.
Произведения Рахат-Би Абдысагина вошли в копилку Всемирного фонда исполняемых произведений для фортепиано с оркестром «Discography» Университета Южного Иллинойса (США), где собраны шедевры мировой классики — от Баха, Гайдна и Моцарта до современных авторов. Партитуры Рахат-Би Абдысагина публикуются ведущим российским музыкальным издательством «Композитор» и в известном немецком издательстве «Verlag für Neue Musik Berlin» (Германия).
9 апреля 2018 г. в Париже состоялась премьера его произведения «Des pensées de loin» (Мысли издалека) для 24 флейт, написанного для Оркестра Французских Флейт.

## Увлечения
Одновременно с музыкальным творчеством, Рахат-Би активно занимается научной деятельностью. В 14 лет он опубликовал труд «Mathematics and Contemporary Music» (Математика и современная музыка), который занял 1-е место на VII Международном конкурсе научных проектов в Москве (2013). Им также опубликованы сборники творческих произведений «Грани гармонии» (2011), «Десять прикосновений к звучащему космосу» (2017) и книга «Божественный путь» (2017), а также научные статьи в журналах университетов и НАН РК. Он с 13 лет выступает с лекциями-концертами «Пути музыки», «Математика и музыка» во Дворце школьников г. Алматы, в Казахском национальном университете искусств, Казахской национальной консерватории им. Курмангазы, Назарбаев-Университете, Академии музыки Санта-Чечилия (г. Бергамо, Италия) и др.

## Образование
Формированию и становлению Рахат-Би послужило и то, что он участвовал в многочисленных мастер-классах таких выдающихся композиторов современности, как: Юрий Каспаров (РФ), Иван Феделе (Италия), Тристан Мюрай (Франция), Беат Фуррер (Швейцария), Пьерлуиджи Биллоне (Италия-Австрия), Клеменс Гаденштаттер (Австрия), Клаус Ланг (Австрия), Марк Андре (Франция-Германия), Саймон Стин-Андерсен (Нидерланды), Клод Леду (Франция), Курт Швертсик (Австрия), Джузеппе Джулиано (Италия), Алессандро Сольбиати (Италия), Ребекка Саундерс (Великобритания), Владимир Тарнопольский (РФ), Кенес Дуйсекеев (Казахстан), Бахтияр Аманжол (Казахстан), Актоты Раимкулова (Казахстан), Серик Еркимбеков (Казахстан) и других признанных мастеров.
Искусство игры на фортепиано Рахат-Би совершенствовал у известных педагогов — Ирины Вихновской (Казахстан), Гульнар Курамбаевой (Казахстан), Светланы Массовер (Казахстан), Константина Богино (Италия), Нины Игудесман (Австрия), Елены Ивановой (США), Владимира Овчинникова (РФ).
По теории музыки посещал лекции и семинары выдающихся деятелей музыкознания — Александра Соколова (РФ), Константина Зенкина (РФ), Георга Фридриха Хааса (Австрия-США), Хаи Черновин (Израиль-США), Маттиаса Кранебиттера (Австрия), Агостино Ди Шипио (Италия), Гульнар Альпеисовой (Казахстан), Умитжан Джумаковой (Казахстан).
Осенью 2017 года Рахат-Би поступил в докторантуру в два вуза Италии. По результатам международного отбора, он принят на высшую образовательную программу по композиции Accademia Nazionale di Santa Cecilia (Рим, Италия), в класс выдающегося композитора современности Ивана Феделе. И, сдав вступительный экзамен, он стал post-graduate student (Master di II Livello) в Conservatorio Statale di Musica «Cesare Pollini» (Падуя, Италия) — фортепиано, класс известного пианиста, директора Международной музыкальной академии (Рим, Италия) Константина Богино.
В 2018 году Рахат-Би также принят в докторантуру (Master di II Livello) Conservatorio di Musica «Giuseppe Verdi» di Milano (Милан, Италия) по композиции в класс крупного представителя новой музыки Алессандро Сольбиати.
Во время встречи с победителями проекта «100 новых лиц Казахстана», состоявшейся 1 декабря 2017 года, комментируя выступление Рахат-Би, Президент Республики Казахстан, Елбасы Н. А. Назарбаев отметил: «Я обычно перед сном слушаю Моцарта. Мне нравится, успокаивает и мне кажется, что на него сошел небесный, космический дух. Такая музыка не может просто так родиться, правильно? Как и у тебя. Вот теперь тебя буду слушать».
Владеет казахским, русским, английским, испанским и итальянскими языками.

## Произведения
- 2008—2010

Childhood pieces and sketches (about 30 compositions, several of them published in the author’s collection of creative works «Грани гармонии», «Edges of Harmony», Almaty 2011).
- 2011

«Fantasia» for piano solo;
«Starlight variations» for piano solo;
«Winter-Qys» suite for piano solo;
«Petrogliff» for two pianos.
- 2012

«Tabulatura Nova» für Klavier;
«Landscape» for violin solo;
«Klavierstück»;
«Snowflakes on the starry sky» for piano solo;
«Messenetique» for trombone solo;
«Multiphonarium» for flute, clarinet B and piano;
«Brightness» for string orchestra;
«Fantasia Murakami» for piano solo;
«Light through fog» for flute solo;
«Aqqu» for flute solo;
«Light at the end of tunnel» for cello and piano.
- 2013

«Tunneling of Quantum» for cello solo;
«Plateau at night» for piano solo;
«Bulbul» for oboe solo;
«Aurora Polaris» for clarinet B solo;
«Nostalgya (White Nights)» for voice (soprano) and oboe;
«Óleń-Poem» for voice (soprano) and oboe;
Suite «Aport pour Satie» pour piano seul;
«Rondine Piangente» per piano solo.
- 2014

«Отзвуки вечности» («Aftersounds of Eternity») for clarinet B, qyl-qobyz and viola;
«Tau samaly» for violin and piano.
- 2015

«Thunderbolt» (episode from Grand Opera) transcription for piano solo;
Aria «Stargazer» from «Незнакомка» chamber Opera;
«Games of not parallel lines» for clarinet B and piano, published by «Verlag für Neue Musik Berlin» (Berlin, Germany);
«Feeling of Autumn» für Flöte solo, published by «Verlag für Neue Musik Berlin» (Berlin, Germany);
«Fantasia quasi una sonata» per piano solo, published by «Verlag für Neue Musik Berlin» (Berlin, Germany);
«Painting in sounds» für Flöte, Vibraphon und Gitarre, published by «Verlag für Neue Musik Berlin» (Berlin, Germany).
- 2016

«Ancient scroll» for oboe solo;
«Internal thoughts» for solo bassoon;
«Mirror effect of Ghosts» for oboe and imitators;
«Reverberations of Metric (Gμν)» for tuba solo.
- 2017

«La canzone isoritmica del Trovatore» per clarinetto B solo;
«Noise of Time» for flute solo;
«Reflection of Essence» for violin, cello and piano;
«Over the vault of depth» for 8 performers, published by «Kompozitor» Edition in Moscow;
«The Shadow of Alhambra» für Gitarre solo, published by «Verlag für Neue Musik Berlin» (Berlin, Germany);
«Lo Sguardo Limpido» per violino, violoncello e pianoforte;
«The Way of a Scarab Beetle» per clarinetto, violino, violoncello e pianoforte, published by «Verlag für Neue Musik Berlin» (Berlin, Germany);
«Chant lunaire du vent» pour grande flûte en ut, clarinette en Sib, violon, violoncelle et piano, published by «Verlag für Neue Musik Berlin» (Berlin, Germany);
«L’Aura Sonante» per clarinetto e violoncello;
«Celesti collisioni» per quartetto d’archi.
- 2018

«A fleeting glance away» per clarinetto solo;
«Fleeting sketches I, II, III» for piano solo;
«Con tempo» per piano solo;
«Alta tensione» per viola sola;
«The Space of Resonance» for oboe, alto saxophone in Es, horn in F, trombone, vibraphone, piano, violin;
«Omaggio a Ivan Fedele» per flauto solo.
- 2019

«Ombre del Vuoto» per 11 esecutori/«Тени пустоты» для 11 исполнителей;
Essential symphony orchestra music:
- 2013

«Kazakh rhapsody» for piano and symphony orchestra
- 2014

«Forward into the Sunlight» for violin and symphony orchestra
- 2015

«The Will to Live» for piano and symphony orchestra, published by «Kompozitor» Edition in Moscow
- 2016

«God’s dwelling» for symphony orchestra, published by «Kompozitor» Edition in Moscow
- 2017

«Aftersounds of Romanticism» for symphony orchestra;
«Beyond the Darkness» for tenors choir and symphony orchestra on the poetry by Lord Byron.
- 2018

«Time Run» for symphony orchestra;
«Des pensées de loin» pour 24 flûtes (for 24 flutes), a commission by Pierre-Yves Artaud and Orchestre de Flûtes Français;
«Tears of Silence», concerto for piano and symphony orchestra;
«A drop of Eternity», concerto for violin and symphony orchestra;
«The Sacred Universe of Particles» for symphony orchestra;
«Phantom reflections», concerto for cello and symphony orchestra.

## Награды
- Почётный знак «За заслуги в развитии культуры и искусства» (19 мая 2016 года, Межпарламентская ассамблея СНГ) — за значительный вклад в формирование и развитие общего культурного пространства государств — участников Содружества Независимых Государств, в реализацию идей сотрудничества в сфере культуры и искусства[15].